# Гаркуша, Григорий Акимович
Гаркуша Григорий Акимович (3 апреля 1941, Шестерня, Днепропетровская область — 17 мая 2022, Киев) — советский и украинский певец, баритон, профессор (1998). Народный артист УССР (1988).

## Биография
Родился 3 апреля 1941 года в селе Шестерня Широковского района Днепропетровской области.
Окончил Днепропетровское музыкальное училище по классу баяна. В 1966—1971 годах учился в Московской консерватории (класс сольного пения О. Свешниковой).
С 1971 года — солист (баритон) Киевской филармонии.
С 1993 года — преподаватель кафедры сольного пения Киевской консерватории, с 1998 года — профессор.
В 1995—2000 годах — на педагогической работе в Киевском национальном университете культуры и искусств.
Умер 17 мая 2022 года в Киеве, где и похоронен на Зверинецком кладбище.

## Творческая деятельность
Исполнял вокальные произведения Г. Ф. Генделя, Р. Шумана, Ф. Шуберта, Э. Грига, Р. Леонкавалло, Н. Лысенко, Я. Степного, А. Кос-Анатольского, Г. Майбороды, В. Билаша.
Гастролировал за рубежом. Участвовал в телефильмах «Выдающиеся украинцы» (2011) и «Души колодец» (2012).

## Награды
- Народный артист УССР (1988);
- Орден «За заслуги» (Украина) 3-й степени (1996);
- Литературно-художественная премия имени Ивана Нечуй-Левицкого (1999);
- Орден князя Ярослава Мудрого 5-й степени (23 августа 2011)[1];
- Государственная стипендия выдающимся деятелям культуры и искусства (13 апреля 2021)[2].